# 日本国宪法第十九条
日本国宪法第19条，是日本国宪法日本国宪法第3章的条文，内容涉及思想及良心自由。该条是有关精神自由的第20条、第21条、第23条的概括性规定。

## 原文
原文：
译文：
|                                | 思想及良心的自由，不受侵犯。 |
| ——《日本国宪法》第三章第十九条 |                              |

## 解说
思想及良心的自由，应被理解为表现自由等各种精神自由权的前提。其内容是个人内心世界的自由，因此即使与他人的人权抵触或者受政策性因素的影响，对其的限制也应控制在最小范围，相反应得到最大限度的保护。另外，近年来的新学说主张思想及良心的自由也包括形成思想的自由和将其表达出来的自由。
此外，思想及良心的自由，也是民主主义或民主制政治得以实现的最低限度的自由。

## 沿革
大日本帝国宪法
无类似规定
GHQ草案
- （日文）

日語：
- （英文）

英語：
宪法改正草案纲要
日語：
宪法修改草案
日語：
日本国宪法
日語：

## 相关诉讼・判例
- 雇佣合同解除无效确认及工资支付请求 （页面存档备份，存于）（十胜女子商业学校事件 1952年（昭和27年）2月22日最高裁判例）
- 三菱树脂事件 - 最高裁判所判例編號：昭和43年（オ）第932号
  - 原告在大学毕业后进入三菱樹脂（日语：三菱樹脂）工作，在3个月试用期即将期满时，被发现在录用面试中隐瞒了曾参加学生运动的事实，因此被通知不予正式录用。原告认为公司拒绝录用的行为违反了日本国宪法第14条（日语：日本国憲法14条）、及同法第19条，应宣告无效，遂向法院起诉。
  - 争议点：本案中的被告行为是否构成因“思想或信仰”而产生的歧视？私人之间是否适用宪法中的权利保护？
  - 東京地裁判決：1967年（昭和42年）7月17日，认为本案中的拒绝录用行为是滥用解雇权。判决原告胜诉。
  - 東京高裁判決：1968年（昭和43年）6月12日，认为宪法第14条和《勞動基準法（日语：労働基準法）》第3条均规定了禁止就思想和良知作出歧视待遇。在录用面试中，要求员工申报有关政治思想和信仰等事项这一行为属于违反公序良俗。判决原告胜诉。
  - 最高裁判決：宪法保障思想和信仰的自由，也保护法律面前人人平等的权利，此外，日本国宪法第22条（日语：日本国憲法第22条）及第29条（日语：日本国憲法第29条）保障了国民行使财产权及从事经济活动的自由。企业拥有雇用的自由，即使以思想信仰的自由为理由拒绝录用员工也不能称之为违法。本次拒绝录用的行为是在录用之后的解雇行为，而以信仰为理由的解雇违反了劳动基准法第3条的规定。另外，宪法所保障的自由权利，是针对国家和地方公共团体的统治行为而设的，并不直接适用于私人之间的关系。
  - 判決后：双方达成和解，原告于1976年回到公司工作。
- 昭和女大事件（日语：昭和女子大事件） - 1974年（昭和49年）7月19日
- 淀號劫機事件新聞記事抹消事件 （判例検索システム） （页面存档备份，存于）
- 神户高专剑道课罢课事件 - 最高裁判所判例編號：平成7年（行ツ）第74号
- 关于道歉广告是否合宪的案件
- 日野拒绝伴奏君之代诉讼　2007年（平成19年）2月27日最高裁第三小法廷判決
  - 本案中，原为一家市立小学音乐教师的原告因拒绝在开学典礼的齐唱国歌仪式中以钢琴为《君之代》（君が代）伴奏，而受到了东京都教育委员会的警告处分，原告以校长要求伴奏的命令违反了规定“思想及良心的自由”的《日本国宪法》第19条为由，请求日本最高裁判所撤销上述处分。经审理，最高裁判所裁定本案所涉及的职务命令不违反上述宪法条文，从而驳回了原告的诉讼请求。由于此前在日本已出现过多次音乐教师拒绝在学校仪式上以钢琴伴奏《君之代》的事件，因此本案成为初次作出判决的最高裁案例，对日本司法和政治具有重大意义。

## 相关条文
- 日本国宪法第20条（信仰自由）
- 日本国宪法第21条（言论自由・出版自由・表现自由）
- 日本国宪法第23条（学术自由）
- 波茨坦宣言第10条
  - “应确立对于言论、宗教及思想自由和基本人权的尊重。”

## 其他国家的类似法律
- 德意志联邦共和国基本法第4条（信仰、良心及表现的自由）
- 大韓民国宪法第19条

## 脚注
1. ↑   . 维基文库 （中文）.
2. ↑  《GHQ草案》 （页面存档备份，存于）、国立国会图书馆《日本国宪法的诞生》。
3. ↑  《宪法修改草案纲要》 （页面存档备份，存于）、国立国会图书馆《日本国宪法的诞生》。
4. ↑  《宪法修改草案》 （页面存档备份，存于）、国立国会图书馆《日本国宪法的诞生》。

## 关联条目
- 精神自由
- 自由权